# Kugelhaus (Dresden)

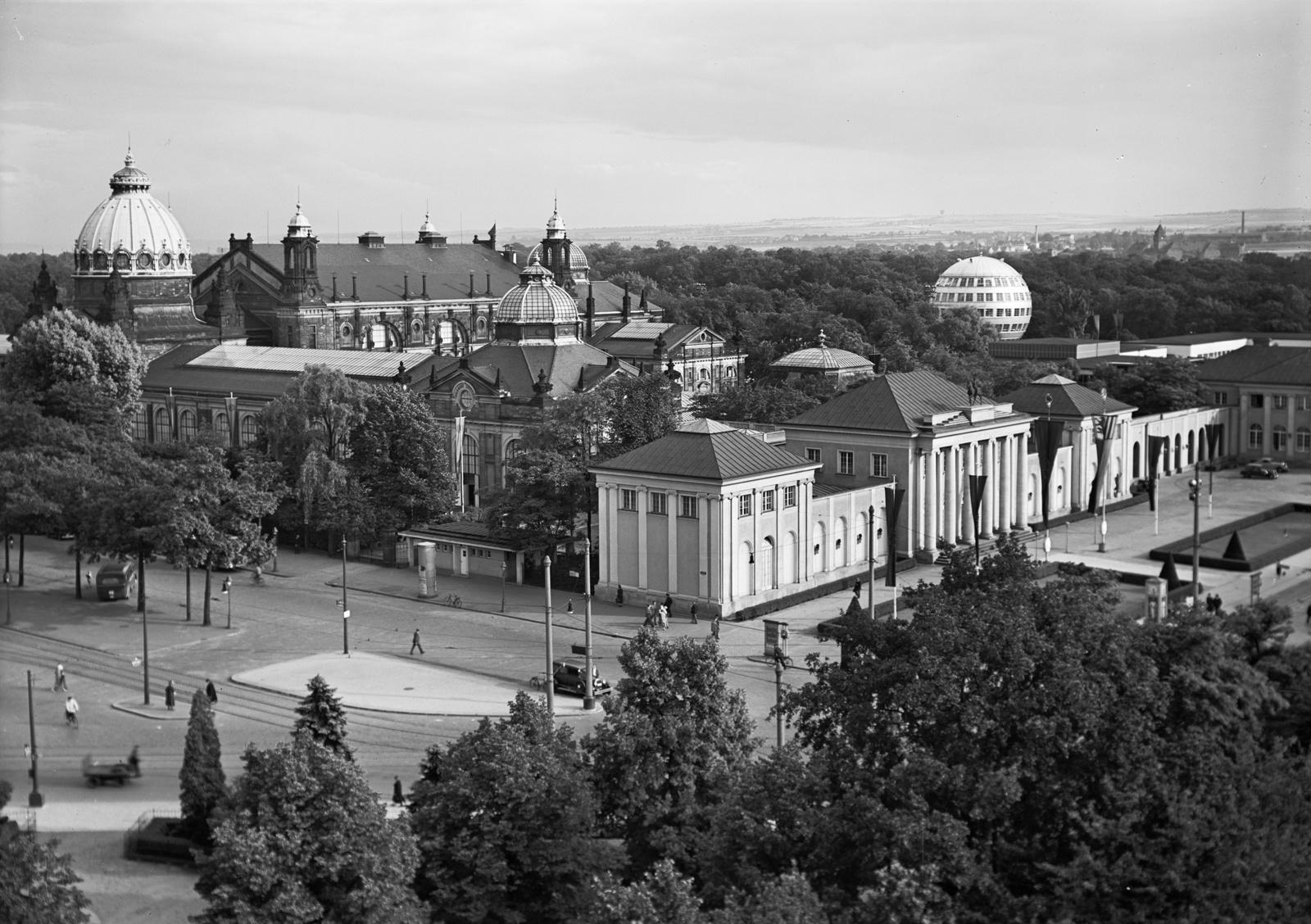
Blick über Stübelallee und -platz zum Ausstellungsgelände mit dem Kugelhaus

Das Kugelhaus war ein kugelförmiger Stahlgerüstbau in Dresden auf dem Ausstellungsgelände im Großen Garten zwischen Ausstellungspalast und Herkulesallee. Am damaligen Stübelplatz wurde es 1928 von Peter Birkenholz gebaut, wie es Claude-Nicolas Ledoux in seiner französischen Revolutionsarchitektur entwickelt hatte. Es beherbergte Ausstellungsräume sowie einen Gastronomiebetrieb und gilt als das erste Kugelhaus der Welt. Von den Nationalsozialisten als „undeutsch“ bezeichnet, wurde es 1938 abgerissen.
Dem historischen Kugelhaus nachempfunden ist das Glaskugelhaus am Wiener Platz vor dem Dresdner Hauptbahnhof.

## Beschreibung

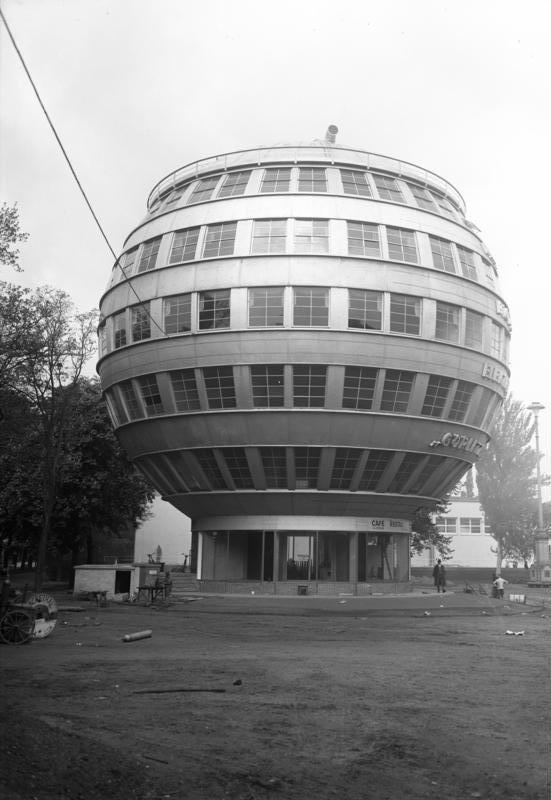
Kugelhaus, Außenansicht (Mai 1930)

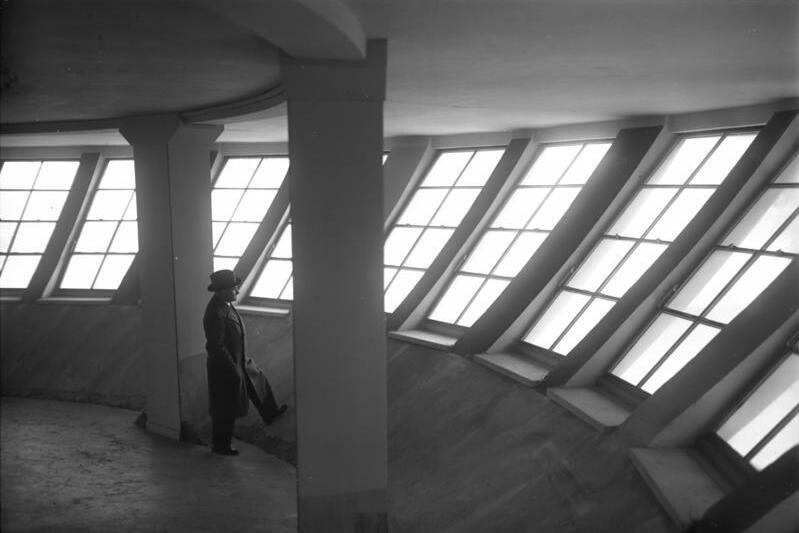
Kugelhaus, Innenansicht (Mai 1930)

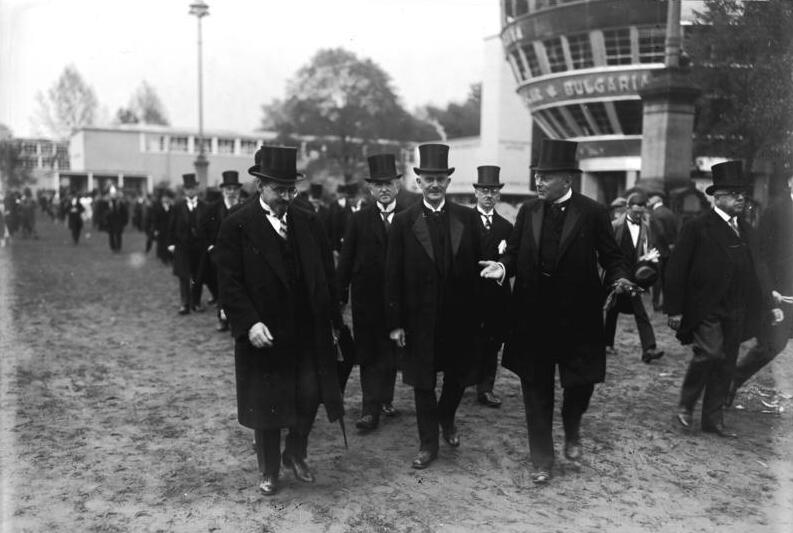
Ministerpräsident Max Heldt vor dem Kugelhaus während der Eröffnung der Jahresschau Deutscher Arbeit 1928

Das Kugelhaus entstand im Rahmen der Jahresschau Deutscher Arbeit – Die Technische Stadt 1928 und hatte einen Durchmesser von 24 Metern. Der Kugelkörper war auf einem Hals von 11,5 Metern Durchmesser und 4 Metern Höhe gelagert. Die Gesamthöhe des Gebäudes betrug 26,5 Meter, bei einer bebauten Fläche von nur 110 Quadratmetern maß der umbaute Raum 7600 Kubikmeter. Es gab sechs Ebenen und einen Personenaufzug. Im Gebäude konnte man durch eine kreisförmige, atriumartige Öffnung nach oben bzw. nach unten blicken. Nur die oberste Etage mit dem Restaurant hatte eine geschlossene Geschossfläche. Die Fensterfront des Restaurants ermöglichte einen guten Rundblick über das nahe Ausstellungsareal.
Die tragende Konstruktion des Gebäudes war in Stahlskelettbauweise errichtet worden. Die metallische Außenhaut bestand aus Aluminiumblech. Konstruiert und erbaut wurde das Kugelhaus durch das MAN Werk Gustavsburg.

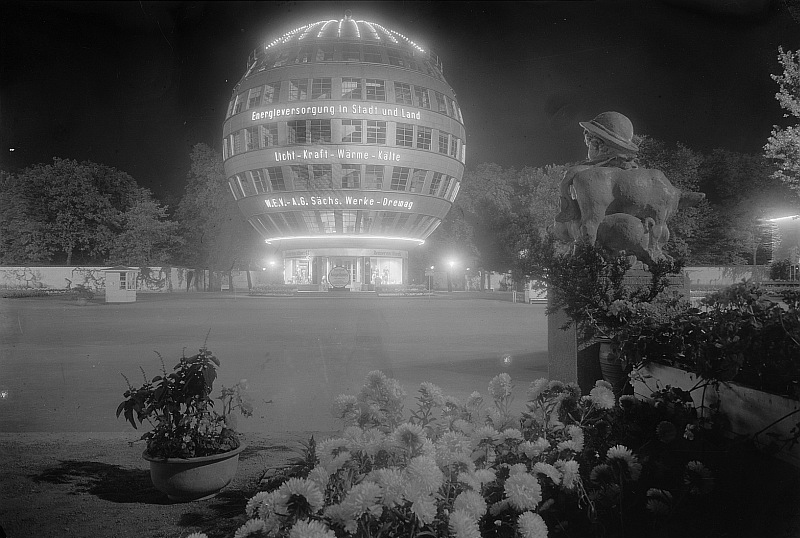
Das Kugelhaus bei Nacht: Werbeträger (1928)

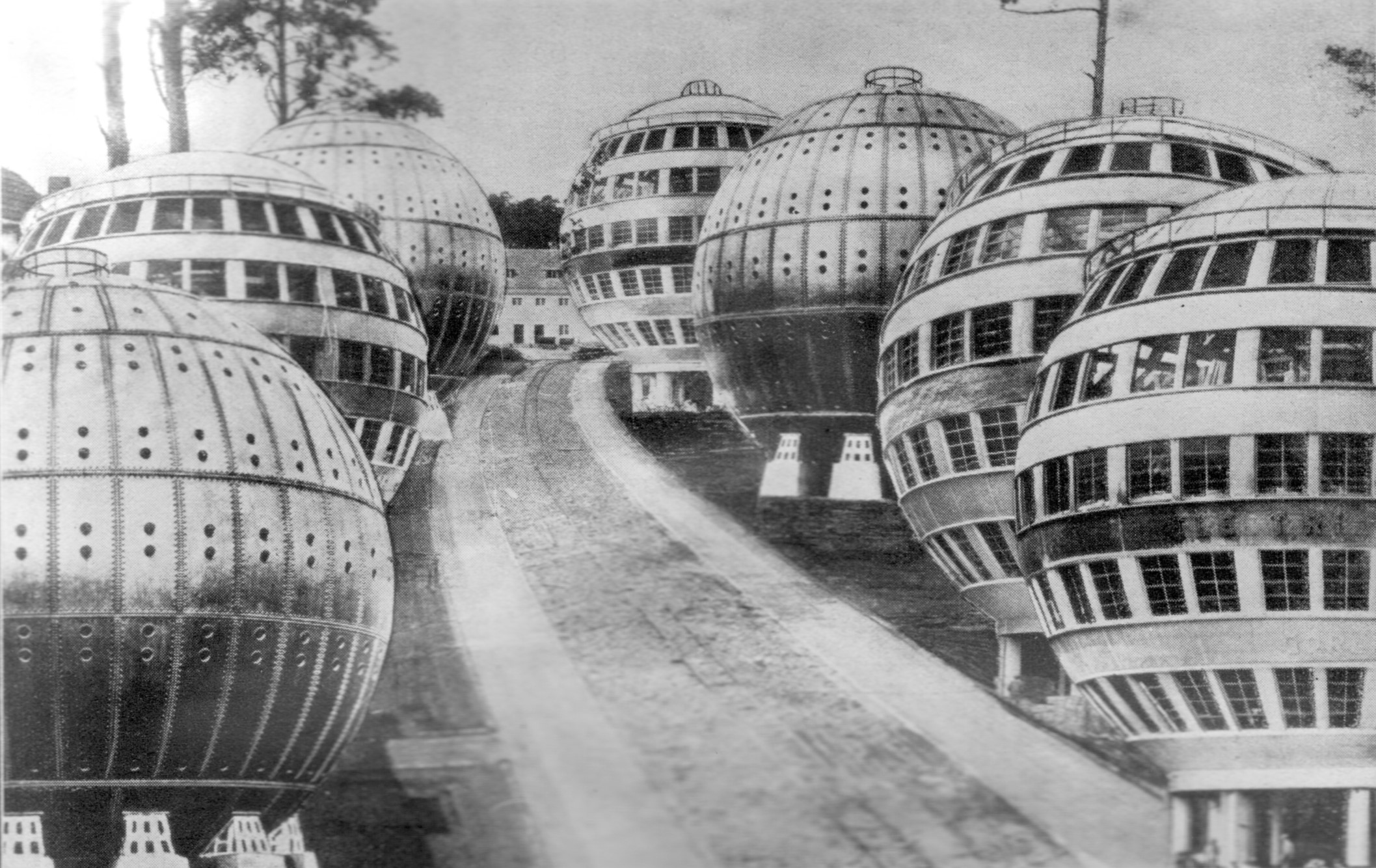
Bildmontage als Satire in der Bilderwoche 1929: „Kugelhäuser, die neue praktische und gesunde Bauweise. – Die erste Kugelhausstrasse in Dresden, am 1. April dem Verkehr übergeben.“

Von 1928 an diente es in mehreren Ausstellungen auf dem Städtischen Ausstellungsgelände als Präsentationsraum für zahlreiche Industriefirmen, meistens aus dem Bereich der Elektrotechnik und Energie. Die letzte nachweisbare Einbindung in ein Ausstellungskonzept geschah innerhalb der Reichsgartenschau von 1936. Hinsichtlich seiner architektonischen Wirkung war es an zentraler Stelle errichtet worden. Das Kugelhaus stand zwischen dem so genannten Brunnen- und Turm-Hof, zwei in sich abgeschlossene Hallenkomplexe auf dem Ausstellungsgelände, und gegenüber dem Konzertplatz mit seinem großen Restaurantbereich. Auf diese Weise befand es sich im Schnittpunkt von zwei Hauptachsen der Bebauung und war dadurch ein herausgehobenes Bauwerk innerhalb zahlreicher Blickbeziehungen.
Das Gebäude wurde 1938 abgerissen, weil sich kein Käufer bzw. Betreiber fand. Zuvor war es von der nationalsozialistischen Presse als „entartete Technik“ angegriffen worden. Anderen Quellen zufolge wurde das Kugelhaus 1938 als vermeintlich „undeutsch“ zerstört.
Heute befindet sich hier der Hauptbahnhof der Parkeisenbahn und vis-à-vis der runde Turm der Gläsernen Manufaktur, in dem die Volkswagen AG die fertigen Fahrzeuge lagert. Im Foyer der Gläsernen Manufaktur erinnert ein kugelförmiger Kinosaal an das Kugelhaus.